# سعيد بن منصور
أبو عثمان سعيد بن منصور بن شعبة الخراساني المروزي، ويقال: الطالقاني، ويقال: ولد بجوزجان. ( --- هـ - 227 هـ ) أحد العلماء ومن كبار رواة الحديث عند أهل السنة والجماعة. نشأ ببلخ، وكان ذو رحلة واسعة في طلب الحديث. سكن مكة وتوفي فيها.

## أقوال العلماء فيه
- قال الذهبي: «الحافظ الإمام الحجة»[3] وقال: «كان ثقة، صادقا، من أوعية العلم.»[4] وقال: «من الحفاظ المشهورين والعلماء المتقنين»[5]
- وقال سلمة بن شبيب: «ذكرته لأحمد بن حنبل فأحسن الثناء عليه وفخم أمره.»[6]
- وقال أبو حاتم الرازي: «ثقة من المتقنين الاثبات ممن جمع وصنف.»[6]
- وقال الحاكم النيسابوري: «اتفقا جميعا على الاحتجاج بحديثه.»[7]

## شيوخه وتلاميذه
- شيوخه ومن روى عنهم:

سمع: بخراسان، والحجاز، والعراق، ومصر، والشام، والجزيرة، وغير ذلك من: مالك بن أنس، والليث بن سعد، وفليح بن سليمان، وأبي معشر السندي، وعبيد الله بن إياد بن لقيط، وأبي عوانة الوضاح، والوليد بن أبي ثور، وفرج بن فضالة، وهشيم، وحماد بن زيد، وحزم بن أبي حزم، وأبي الأحوص،
وخالد بن عبد الله، وإسماعيل بن عياش، وخلف بن خليفة، والفضيل بن عياض، ومهدي بن ميمون، وحديج بن معاوية، وعبد الله بن جعفر المديني، وسفيان بن عيينة، وجرير بن عبد الحميد، ويحيى بن أبي زائدة، وأبي شهاب الحناط، وشريك القاضي، وإسماعيل بن زكريا، وحماد بن يحيى الأبح، وعتاب بن بشير، وعبد العزيز بن محمد، وأبي معاوية، وداود العطار، وعبد العزيز بن أبي حازم، وخلق سواهم.
- تلاميذه ومن روى عنه:

روى عنه: أحمد بن حنبل، وأبو ثور الكلبي، وأبو محمد الدارمي، وسلمة بن شبيب، وأبو بكر الأثرم، وأبو داود، ومسلم، وإسماعيل سمويه، ومحمد بن يحيى الذهلي، وبشر بن موسى، ومحمد بن علي الصائغ، وأبو شعيب عبد الله بن الحسن الحراني، وبهلول بن إسحاق الأنباري، وأبو زرعة الدمشقي، وأبو حاتم الرازي، وعثمان بن خرزاذ، وأبو الموجه محمد بن عمرو المروزي، والعباس الأسفاطي، وعلي بن عبد العزيز البغوي، والحسين بن إسحاق التستري، وخلف بن عمرو العكبري، وسعيد بن مسعدة العطار، وعمير بن مرداس، وخلق سواهم.

## مؤلفاته
له كتاب السنن والمعروف بسنن سعيد بن منصور وكتاب في التفسير. قال الذهبي: «من نظر في (سنن سعيد) عرف حِفْظَ الرجل وجلالته.»